# Bayenghem-lès-Éperlecques
Bayenghem-lès-Éperlecques é uma comuna francesa na região administrativa de Altos da França, no departamento de Pas-de-Calais. Estende-se por uma área de 4,51 km². Em 2010 a comuna tinha 1 028 habitantes (densidade: 227,9 hab./km²).